# پارادوکس خط ساحلی
پارادوکس خط ساحلی (به انگلیسی: Coastline paradox) مشاهدات متناقضی است که نشان می‌دهد خط ساحلی یک خشکسار، طول مشخصی ندارد. این نتیجه از ویژگی‌های شبیه به فراکتال خطوط ساحلی است که یعنی خط ساحلی به‌طور معمول دارای ابعاد فراکتالی است که در واقع مفهوم طول را غیرقابل استفاده می‌کند. اولین مشاهده ثبت شده از این پدیده توسط لوئیس فرای ریچاردسون بود و بعدها بنوآ مندلبرو این بحث را گسترش داد.
طول اندازه‌گیری شده ساحل بستگی به روشی دارد که برای اندازه‌گیری آن و درجه تعمیم نقشه‌برداری استفاده می‌شود. از آنجایی که یک خشکسار در تمام مقیاس‌ها دارای ویژگی‌های خاص خود است (از اندازه صدها کیلومتر تا کسری ریز از یک میلی‌متر و کمتر) اندازه مشخصی از کوچکترین ویژگی وجود ندارد که هنگام اندازه‌گیری مورد توجه قرار گیرد، و از این رو هیچ تعریف مشخصی از محیط وجود ندارد. تقریب‌های مختلفی در مورد حداقل اندازه ویژگی وجود دارد.
این مشکل اساساً با اندازه‌گیری لبه‌های ساده تفاوت دارد. به عنوان مثال، می‌توان با استفاده از یک دستگاه اندازه‌گیری، طول یک میله‌ی فلزی مستقیم و ایده‌آل را با دقت اندازه‌گیری کرد تا مشخص شود که طول آن کمتر از یک مقدار معین و بیشتر از یک مقدار دیگر است؛ یعنی هرچه دستگاه اندازه‌گیری دقیق‌تر باشد، نتایج نزدیکتر به طول واقعی میله خواهد بود. با این حال، هنگام اندازه‌گیری یک خط ساحلی، افزایش مقیاس و دقت اندازه‌گیری نه تنها باعث نزدیک شدن به مقدار واقعی نمی‌شود، بلکه طول را مرتباً افزایش می‌دهد. برخلاف میله‌ی فلزی، امکان دستیابی به حداکثر مقدار طول خط ساحلی وجود ندارد.